# Julio Guillén Tato
Julio Guillén Tato (ur. 5 sierpnia 1897 w Alicante, zm. 27 listopada 1972 w Madrycie) – hiszpański kontradmirał, dyrektor Museo Naval w Madrycie, uczestnik zawodów o Puchar Gordona Bennetta w 1923 roku.

## Życiorys
Był synem malarza i profesora rysunku Heliodora Guilléna Pedemontiego i Josefy Tato Ortega. W czerwcu 1907 roku zdał egzamin wstępny do Instituto General y Técnico w Alicante, a sześć lat później do Escuela Naval Militar w San Fernando. Służył w marynarce, awansując na porucznika (1919). W 1920 roku przeniósł się do batalionu lotnictwa morskiego, a gdy rok później powstała Escuela de Aeronáutica Naval (Szkoła Lotnictwa Morskiego) w Barcelonie, został jej studentem. W 1921 roku rozpoczął naukę latania balonem, a następnie sterowcem (1922). Brał udział w walkach podczas wojny w Maroku przeciwko Republice Riff, za co otrzymał (1923) Krzyż Zasługi Morskiej z odznaką czerwoną i Medal Marokański (Medalla de Marruecos con pasadores de Tetuán y Melilla). W 1923 roku brał udział w zawodach o Puchar Gordona Bennetta. Dwa lata później pełnił funkcję oficera odpowiedzialnego za sekcję balonową w Escuela de Aeronáutica Naval, a w 1926 roku został głównym pilotem sekcji sterowców. W 1928 roku został członkiem komisji nadzorującej budowę (rekonstrukcję) karaweli „Santa María” Krzysztofa Kolumba na Wystawę Iberoamerykańską w Sewilli w 1929 roku. Po ukończeniu budowy jako dowódca okrętu odprowadził go z Kadyksu do Sewilli na Wystawę. Od 1933 roku pełnił funkcję dyrektora Museo Naval w Madrycie. Od sierpnia do listopada 1936 roku był więziony w Cârcel Modelo, a w listopadzie został zwolniony z marynarki przez prezydenta Azanę. Po wyjściu z więzienia  schronił się w polskiej ambasadzie w Madrycie. Wywieziony do Walencji został ewakuowany w kwietniu 1937 roku statkiem ORP „Wilia” do Polski. 23 maja tego samego roku wrócił i zamieszkał w Kadyksie. W październiku 1941 roku został zrehabilitowany i wrócił do pracy jako dyrektor Muzeum. Instytucją tą zarządzał do 1972 roku. W 1959 roku awansował na kontradmirała.

## Udział w zawodach o Puchar Gordona Bennetta
23 września 1923 roku z porucznikiem Manuelem de la Sierra Bustamante brał udział w zawodach o Puchar Gordona Bennetta na balonie Hesperio. Zawody rozgrywano w trudnych warunkach, padał deszcz i wiał silny wiatr. Hesperia lądował w Holandii po locie na odległość 325 km i zajął 4 miejsce. Był to duży sukces i został nagrodzony 24 lutego 1924 roku Krzyżem Zasługi Morskiej z odznaką czerwoną oraz w 1931 roku Medalem Lotniczym (Medalla Aérea). Zawody miały tragiczny przebieg. W tragicznych warunkach zginęło pięciu uczestników. 

## Życie prywatne
15 października 1924 roku ożenił się z Marią de los Ángeles Salvetti y Sandoval. Z tego związku urodziło się czworo dzieci: Fernando, Julio, María i Jorge Juan.